# Obszary Ramsar w Peru
Peru należy do państw, które podpisały konwencja ramsarską, której celem jest ochrona obszarów wodno-błotnych na całym świecie. Do lutego 2011, Peru ogłosiło 13 obszarów RAMSAR, o łącznej powierzchni 6 784 042 ha, wśród których znalazło się kilka Parków Narodowych Peru.

## Lista obszarów RAMSAR
| Numer Ramsar | Pozycja | Nazwa                                             | Powierzchnia (ha) | Data przyłączenia         | Region      | Współrzędne                                     | Zdjęcie |
| ------------ | ------- | ------------------------------------------------- | ----------------- | ------------------------- | ----------- | ----------------------------------------------- | ------- |
| 0545         | PER-01  | Reserva nacional de Paracas                       | 335 000           | 30 marca 1992(dts)        | Ica         | 13°55′00″S 76°15′00″W/-13,916667 -76,250000     |         |
| 0546         | PER-02  | Reserva nacional Pacaya Samiria                   | 2 080 000         | 30 marca 1992(dts)        | Loreto      | 5°15′00″S 74°40′00″W/-5,250000 -74,666667       |         |
| 0547         | PER-03  | Santuario nacional Lagunas de Mejía               | 691               | 30 marca 1992(dts)        | Arequipa    | 17°08′26,3″S 71°52′00,7″W/-17,140639 -71,866861 |         |
| 0881         | PER-04  | Titicaca (obszar w Peru)                          | 460 000           | 20 stycznia 1997(dts)     | Puno        | 15°50′00″S 69°30′00″W/-15,833333 -69,500000     |         |
| 0882         | PER-05  | Reserva nacional de Junín                         | 53 000            | 20 stycznia 1997(dts)     | Junín Pasco | 10°59′48,5″S 76°06′20,2″W/-10,996806 -76,105619 |         |
| 0883         | PER-06  | Santuario nacional Los Manglares de Tumbes        | 2972              | 20 stycznia 1997(dts)     | Tumbes      | 3°25′48,8″S 80°16′36,0″W/-3,430222 -80,276675   |         |
| 0884         | PER-07  | Zona reservada Los Pantanos de Villa              | 263               | 20 stycznia 1997(dts)     | Lima        | 12°12′42,3″S 76°59′24,7″W/-12,211750 -76,990189 |         |
| 1174         | PER-08  | Complejo de humedales del Abanico del río Pastaza | 3 827 329         | 5 czerwca 2002(dts)       | Loreto      |                                                 |         |
| 1317         | PER-09  | Bofedales y Laguna de Salinas                     | 17 657            | 28 października 2003(dts) | Arequipa    | 16°22′00″S 71°08′00″W/-16,366667 -71,133333     |         |
| 1318         | PER-10  | Laguna del Indio – Dique de los españoles         | 502               | 28 października 2003(dts) | Arequipa    | 15°46′00″S 71°03′00″W/-15,766667 -71,050000     |         |
| 1627         | PER-11  | Humedal Lucre – Huacarpay                         | 1979              | 23 września 2006(dts)     | Cuzco       | 13°37′00″S 71°44′00″W/-13,616667 -71,733333     |         |
| 1691         | PER-12  | Lagunas Las Arreviatadas                          | 1250              | 15 lipca 2007(dts)        | Cajamarca   | 5°14′00″S 79°17′00″W/-5,233333 -79,283333       |         |
| 1811         | PER-01  | Manglares de San Pedro de Vice                    | 3399              | 12 czerwca 2008(dts)      | Piura       | 5°32′32,4″S 80°52′48,6″W/-5,542336 -80,880153   |         |